# Mellana (Boves)
Mellana is een plaats (frazione) in de Italiaanse gemeente Boves.